# Seb (vidéaste)
Pour les articles homonymes, voir Seb.
Sébastien Frit, plus connu sous le pseudonyme de Seb la Frite et plus récemment sous le mononyme Seb (également typographié SEB), est un vidéaste et rappeur français, né le 31 mars 1996 à Périgueux.

## Biographie

### Enfance et éducation
Sébastien Frit naît le 31 mars 1996 à Périgueux. Il vit durant son enfance dans la commune de Chancelade en Dordogne. À l'adolescence, il réalise ses premières vidéos humoristiques.
Il est scolarisé au collège Anne-Frank (2007-2011) puis au lycée Albert-Claveille à Périgueux (2011-2014). En 2014, il obtient son baccalauréat STI2D.

### Carrière
En 2016, il crée un concept coup de pouce afin d'utiliser sa notoriété pour mettre en avant des artistes peu connus. Ainsi, il met en avant les rappeurs Rilès, Berywam ou encore Kikesa,.
En novembre 2016, sort son premier web-documentaire intitulé L'Histoire du rap qui cumule aujourd'hui 6,9 millions de vues.
En avril 2017, il part à Dharamsala en Inde pour y réaliser une interview du Dalaï Lama. Un documentaire d'Anaïs Deban a suivi leur aventure,. La conversation est à l'origine de l'ouvrage Faites la révolution ! publié en 2017, par Sofia Stril-Rever sur la base d'interviews du 14e dalaï-lama.
En 2017, il rejoint la Love Army créée par Jérôme Jarre, aux côtés de personnalités comme Omar Sy, DJ Snake,.
Il participe au Téléthon organisé les 8 et 9 décembre 2017.
En 2019, Seb la Frite participe à une expédition scientifique dans une zone inexplorée de Papouasie occidentale avec plusieurs scientifiques ornithologues et spéléologues. Il en est tiré un documentaire, La Vraie Aventure, diffusé sur TFX en décembre 2019 et qu'il publie sur sa chaîne YouTube en janvier 2020.
En 2021, en collaboration avec la marque Red Bull Binks pour la sortie de sa mixtape, il participe à une première dans le monde: faire un freestyle en chute libre à 200 km/h. Après plusieurs entraînements pour sauter en parachute seul, il réalise ce tournage peu commun dans les airs, cette vidéo sera très médiatisée.
En 2023, il lance Olibrius, une société de production vidéo.

## Vie privée

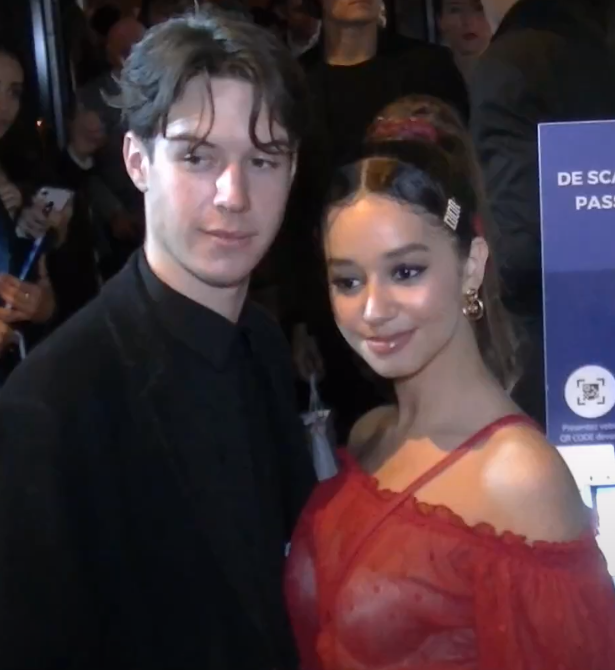
Léna Situations et Seb La Frite en 2021 durant un évènement Miss Dior.

Depuis octobre 2019, il est en couple avec l'influenceuse Léna Situations.

## Prise de position
En mars 2023, il exprime sur son compte Twitter son opposition au projet de réforme des retraites porté par le gouvernement Élisabeth Borne.

## Discographie

### Singles
- 2017 : Égofrite (prod. Pandrezz)
- 2018 : Métamorphose
- 2018 : WAW
- 2018 : Pas d'idée (prod. Pandrezz)
- 2020 : Taedium
- 2020 : Antistress
- 2020 : Level Up
- 2020 : Flemme
- 2021 : Prends d'la vitesse
- 2022 : Lezgongue (ZZCCMXTP : KronoMuzik, Pandrezz et Ronare)

### «Fritestyle»
- 2015 : Seb la Frite répond à son propre clash !
- 2015 : 1.500.000
- 2015 : ZZZ
- 2016 : #Room301
- 2017 : 3M

## Filmographie
Sauf indication contraire, les informations mentionnées dans cette section peuvent être confirmées par les bases de données cinématographiques  présentes dans la section « Liens externes ».
- 2013-2014 : En mode #fauxplan
- 2015 : Studio Bagel, épisode 81 : L'École des héros
- 2015 : 301 vues de Yes vous aime, épisode 4 : Nous sommes les cousins de Seb la Frite : lui-même
- 2016 : Seven Bucks Digital Studios , saison 1, épisode 32 : The Seance in Room 301
- 2016 : Capitaine Habakouk (moyen-métrage)
- 2017 : Parlons peu... Parlons cul, épisode Le Pornchat
- 2017 : Multiprise, épisode C'est une pub de quoi ?
- 2017-2018 : Martin, sexe faible, saison 2, épisode 7 : Puma et saison 3, épisode 9 : Michto
- 2019 : Abonne-toi de Guillaume Cremonese (Yes vous aime), épisode 2 Seb la Frite nous accueille dans sa nouvelle maison : Seb la Frite
- 2019 : SEB en Papouasie, La Vraie Aventure, documentaire sur TFX
- 2021 : Celebrity hunted, série sur Prime Video
- 2023 : Pamela Rose, la série, 3 épisodes : Jimmy Bold
- 2023 : SEB au Kirghizistan
- 2025 : Bref. 2 de Kyan Khojandi et Bruno Muschio :  Manusan, membre des Canards Boiteux

### Doublage
- 2023 : Barbie : Ken Triton (John Cena)

## Distinctions
| Année | Récompenses        | Catégories                     | Nomination | Résultat   | Source |
| ----- | ------------------ | ------------------------------ | ---------- | ---------- | ------ |
| 2022  | ForYouAwards       | ForYou d'Or                    | Lui-même   | Nomination |        |
| 2023  | GQ Men of the Year | Créateur de contenu de l'année | Lui-même   | Lauréat    | [ 17 ] |